# Coppa del Mondo di biathlon 1999
La Coppa del Mondo di biathlon 1999 fu la ventiduesima edizione della manifestazione organizzata dall'Unione Internazionale Biathlon; ebbe inizio l'11 dicembre 1998 a Hochfilzen, in Austria, e si concluse il 14 marzo 1999 a Oslo Holmenkollen, in Norvegia. Nel corso della stagione si tennero a Kontiolahti e Oslo Holmenkollen i Campionati mondiali di biathlon 1999, validi anche ai fini della Coppa del Mondo, il cui calendario non contemplò dunque interruzioni. Per la prima volta fu assegnata una coppa di specialità per la classifica delle gare a partenza in linea; non vennero più disputate gare a squadre.
In campo maschile furono disputate 23 gare individuali e 6 a squadre in 9 diverse località. Il tedesco Sven Fischer si aggiudicò sia la coppa di cristallo, il trofeo assegnato al vincitore della classifica generale, sia le Coppe di sprint e di partenza in linea; il francese Raphaël Poirée vinse la Coppa di inseguimento e il russo Pavel Rostovcev quella di individuale. Ole Einar Bjørndalen era il detentore uscente della Coppa generale.
In campo femminile furono disputate 23 gare individuali e 6 a squadre in 9 diverse località. La svedese Magdalena Forsberg si aggiudicò sia la coppa di cristallo, sia quella di sprint; l'ucraina Alena Zubrylava vinse le Coppe di inseguimento e di partenza in linea e la tedesca Uschi Disl quella di individuale. La Forsberg era la detentrice uscente della Coppa generale.

## Uomini

### Risultati
| Data                                 | Località          | Nazione     | Spec. | Primo                                                                 | Secondo                                                                       | Terzo                                                                        |
| ------------------------------------ | ----------------- | ----------- | ----- | --------------------------------------------------------------------- | ----------------------------------------------------------------------------- | ---------------------------------------------------------------------------- |
| 11 dicembre 1998                     | Hochfilzen        | Austria     | SP    | Ole Einar Bjørndalen                                                  | Raphaël Poirée                                                                | Pavel Rostovcev                                                              |
| 12 dicembre 1998                     | Hochfilzen        | Austria     | PU    | Raphaël Poirée                                                        | Ole Einar Bjørndalen                                                          | Sven Fischer                                                                 |
| 13 dicembre 1998                     | Hochfilzen        | Austria     | IN    | Aleh Ryžankoŭ                                                         | Ole Einar Bjørndalen                                                          | Ivan Masařík                                                                 |
| 16 dicembre 1998                     | Osrblie           | Slovacchia  | IN    | Pavel Rostovcev                                                       | Vesa Hietalahti                                                               | René Cattarinussi                                                            |
| 18 dicembre 1998                     | Osrblie           | Slovacchia  | RL    | Germania Ricco Groß Peter Sendel Sven Fischer Frank Luck              | Bielorussia Aljaksej Ajdaraŭ Ivan Pesterev Vadzim Sašuryn Aleh Ryžankoŭ       | Norvegia Halvard Hanevold Egil Gjelland Dag Bjørndalen Ole Einar Bjørndalen  |
| 19 dicembre 1998                     | Osrblie           | Slovacchia  | SP    | Sven Fischer                                                          | Oļegs Maļuhins                                                                | Raphaël Poirée                                                               |
| 20 dicembre 1998                     | Osrblie           | Slovacchia  | PU    | Sven Fischer                                                          | Raphaël Poirée                                                                | Pavel Rostovcev                                                              |
| 8 gennaio 1999                       | Oberhof           | Germania    | SP    | Vladimir Dračëv                                                       | Ole Einar Bjørndalen                                                          | Ricco Groß                                                                   |
| 9 gennaio 1999                       | Oberhof           | Germania    | PU    | Ole Einar Bjørndalen                                                  | Ricco Groß                                                                    | Frank Luck                                                                   |
| 10 gennaio 1999                      | Oberhof           | Germania    | RL    | Germania Ricco Groß Peter Sendel Sven Fischer Frank Luck              | Russia Sergej Rožkov Vladimir Dračëv Vjačeslav Kunaev Viktor Majgurov         | Norvegia Egil Gjelland Sylfest Glimsdal Frode Andresen Halvard Hanevold      |
| 13 gennaio 1999                      | Ruhpolding        | Germania    | MS    | Raphaël Poirée                                                        | Frank Luck                                                                    | Sergej Rožkov                                                                |
| 14 gennaio 1999                      | Ruhpolding        | Germania    | RL    | Germania Ricco Groß Peter Sendel Sven Fischer Frank Luck              | Russia Viktor Majgurov Vladimir Dračëv Sergej Rožkov Pavel Rostovcev          | Finlandia Ville Räikkönen Vesa Hietalahti Mikko Uusipaikka Paavo Puurunen    |
| 16 gennaio 1999                      | Ruhpolding        | Germania    | SP    | Aljaksej Ajdaraŭ                                                      | Sylfest Glimsdal                                                              | Fredrik Kuoppa                                                               |
| 17 gennaio 1999                      | Ruhpolding        | Germania    | PU    | Raphaël Poirée                                                        | Ricco Groß                                                                    | Sven Fischer                                                                 |
| 22 gennaio 1999                      | Anterselva        | Italia      | SP    | René Cattarinussi                                                     | Frank Luck                                                                    | Ricco Groß                                                                   |
| 23 gennaio 1999                      | Anterselva        | Italia      | PU    | Ole Einar Bjørndalen                                                  | Carsten Heymann                                                               | Halvard Hanevold                                                             |
| 24 gennaio 1999                      | Anterselva        | Italia      | RL    | Germania Ricco Groß Peter Sendel Sven Fischer Frank Luck              | Italia René Cattarinussi Patrick Favre Wilfried Pallhuber Pieralberto Carrara | Norvegia Halvard Hanevold Dag Bjørndalen Egil Gjelland Ole Einar Bjørndalen  |
| Campionati mondiali di biathlon 1999 |                   |             |       |                                                                       |                                                                               |                                                                              |
| 12 febbraio 1999                     | Kontiolahti       | Finlandia   | SP    | Frank Luck                                                            | Patrick Favre                                                                 | Frode Andresen                                                               |
| 13 febbraio 1999                     | Kontiolahti       | Finlandia   | PU    | Ricco Groß                                                            | Frank Luck                                                                    | Sven Fischer                                                                 |
| 14 febbraio 1999                     | Kontiolahti       | Finlandia   | RL    | Bielorussia Aljaksej Ajdaraŭ Pëtr Ivaška Vadzim Sašuryn Aleh Ryžankoŭ | Russia Viktor Majgurov Vladimir Dračëv Sergej Rožkov Pavel Rostovcev          | Norvegia Halvard Hanevold Dag Bjørndalen Frode Andresen Ole Einar Bjørndalen |
| 26 febbraio 1999                     | Lake Placid       | Stati Uniti | SP    | Sven Fischer                                                          | René Cattarinussi                                                             | Jan Wüstenfeld                                                               |
| 27 febbraio 1999                     | Lake Placid       | Stati Uniti | PU    | Raphaël Poirée                                                        | Peter Sendel                                                                  | Sven Fischer                                                                 |
| 28 febbraio 1999                     | Lake Placid       | Stati Uniti | RL    | Russia Viktor Majgurov Vladimir Dračëv Sergej Rožkov Pavel Rostovcev  | Germania Frank Luck Ricco Groß Peter Sendel Sven Fischer                      | Norvegia Frode Andresen Dag Bjørndalen Sylfest Glimsdal Halvard Hanevold     |
| 4 marzo 1999                         | Valcartier        | Canada      | SP    | Oļegs Maļuhins                                                        | Ole Einar Bjørndalen                                                          | Frode Andresen                                                               |
| 6 marzo 1999                         | Valcartier        | Canada      | PU    | Frode Andresen                                                        | Halvard Hanevold                                                              | Sven Fischer                                                                 |
| Campionati mondiali di biathlon 1999 |                   |             |       |                                                                       |                                                                               |                                                                              |
| 11 marzo 1999                        | Oslo Holmenkollen | Norvegia    | IN    | Sven Fischer                                                          | Ricco Groß                                                                    | Vadzim Sašuryn                                                               |
| 12 marzo 1999                        | Oslo Holmenkollen | Norvegia    | SP    | Sven Fischer Halvard Hanevold                                         |                                                                               | Andrij Deryzemlja                                                            |
| Campionati mondiali di biathlon 1999 |                   |             |       |                                                                       |                                                                               |                                                                              |
| 13 marzo 1999                        | Oslo Holmenkollen | Norvegia    | MS    | Sven Fischer                                                          | Vladimir Dračëv                                                               | Ole Einar Bjørndalen                                                         |
| 14 marzo 1999                        | Oslo Holmenkollen | Norvegia    | PU    | Frank Luck                                                            | Raphaël Poirée                                                                | Ricco Groß                                                                   |

Legenda:

IN = individuale

SP = sprint

PU = inseguimento

MS = partenza in linea

RL = staffetta

### Classifiche

#### Generale
| Pos. | Nome                 | Nazione     | Punti |
| ---- | -------------------- | ----------- | ----- |
| 1    | Sven Fischer         | Germania    | 443   |
| 2    | Ole Einar Bjørndalen | Norvegia    | 397   |
| 3    | Frank Luck           | Germania    | 390   |
| 4    | Ricco Groß           | Germania    | 367   |
| 5    | Raphaël Poirée       | Francia     | 365   |
| 6    | Pavel Rostovcev      | Russia      | 330   |
| 7    | Halvard Hanevold     | Norvegia    | 322   |
| 8    | Vadzim Sašuryn       | Bielorussia | 303   |
| 9    | Peter Sendel         | Germania    | 291   |
| 10   | René Cattarinussi    | Italia      | 290   |

#### Sprint
| Pos. | Nome             | Nazione  | Punti |
| ---- | ---------------- | -------- | ----- |
| 1    | Sven Fischer     | Germania | 170   |
| 2    | Frank Luck       | Germania | 161   |
| 3    | Halvard Hanevold | Norvegia | 151   |
| 4    | Ricco Groß       | Germania | 137   |
| 5    | Frode Andresen   | Norvegia | 133   |

#### Inseguimento
| Pos. | Nome                 | Nazione  | Punti |
| ---- | -------------------- | -------- | ----- |
| 1    | Raphaël Poirée       | Francia  | 185   |
| 2    | Sven Fischer         | Germania | 184   |
| 3    | Ole Einar Bjørndalen | Norvegia | 174   |
| 3    | Frank Luck           | Germania | 174   |
| 5    | Ricco Groß           | Germania | 168   |

#### Partenza in linea
| Pos. | Nome                 | Nazione  | Punti |
| ---- | -------------------- | -------- | ----- |
| 1    | Sven Fischer         | Germania | 48    |
| 2    | Raphaël Poirée       | Francia  | 47    |
| 3    | Ole Einar Bjørndalen | Norvegia | 45    |
| 4    | Vladimir Dračëv      | Russia   | 41    |
| 5    | Ricco Groß           | Germania | 38    |

#### Individuale
| Pos. | Nome                 | Nazione     | Punti |
| ---- | -------------------- | ----------- | ----- |
| 1    | Pavel Rostovcev      | Russia      | 62    |
| 2    | Sven Fischer         | Germania    | 62    |
| 3    | Aleh Ryžankoŭ        | Bielorussia | 61    |
| 4    | Ole Einar Bjørndalen | Norvegia    | 48    |
| 5    | Vesa Hietalahti      | Finlandia   | 43    |

#### Staffetta
| Pos. | Nazione     | Punti |
| ---- | ----------- | ----- |
| 1    | Germania    | 146   |
| 2    | Russia      | 129   |
| 3    | Norvegia    | 120   |
| 4    | Bielorussia | 115   |
| 5    | Finlandia   | 104   |

#### Nazioni
| Pos. | Nazione     | Punti |
| ---- | ----------- | ----- |
| 1    | Germania    | 3626  |
| 2    | Norvegia    | 3505  |
| 3    | Russia      | 3474  |
| 4    | Bielorussia | 3361  |
| 5    | Italia      | 3237  |

## Donne

### Risultati
| Data                                 | Località          | Nazione     | Spec. | Prima                                                                                                | Seconda                                                                                 | Terza                                                                             |
| ------------------------------------ | ----------------- | ----------- | ----- | --- | --------------------------------------------------------------------------------------- | --------------------------------------------------------------------------------- |
| 11 dicembre 1998                     | Hochfilzen        | Austria     | SP    | Magdalena Forsberg                                                                                   | Corinne Niogret                                                                         | Galina Kukleva                                                                    |
| 12 dicembre 1998                     | Hochfilzen        | Austria     | PU    | Magdalena Forsberg                                                                                   | Corinne Niogret                                                                         | Simone Greiner-Petter-Memm                                                        |
| 13 dicembre 1998                     | Hochfilzen        | Austria     | IN    | Uschi Disl                                                                                           | Magdalena Forsberg                                                                      | Corinne Niogret                                                                   |
| 16 dicembre 1998                     | Osrblie           | Slovacchia  | IN    | Uschi Disl                                                                                           | Al'bina Achatova                                                                        | Magdalena Forsberg                                                                |
| 17 dicembre 1998                     | Osrblie           | Slovacchia  | RL    | Germania Uschi Disl Simone Greiner-Petter-Memm Katrin Apel Martina Zellner                           | Bielorussia Iryna Tananajko Svjatlana Paramyhina Natallja Murščakina Natallja Ryžankova | Russia Anna Volkova Galina Kukleva Ol'ga Romas'ko Al'bina Achatova                |
| 19 dicembre 1998                     | Osrblie           | Slovacchia  | SP    | Simone Greiner-Petter-Memm                                                                           | Uschi Disl                                                                              | Liv Grete Skjelbreid                                                              |
| 20 dicembre 1998                     | Osrblie           | Slovacchia  | PU    | Uschi Disl                                                                                           | Simone Greiner-Petter-Memm                                                              | Katrin Apel                                                                       |
| 8 gennaio 1999                       | Oberhof           | Germania    | SP    | Liv Grete Skjelbreid                                                                                 | Alena Zubrylava                                                                         | Nadežda Talanova                                                                  |
| 9 gennaio 1999                       | Oberhof           | Germania    | PU    | Liv Grete Skjelbreid                                                                                 | Alena Zubrylava                                                                         | Magdalena Forsberg                                                                |
| 10 gennaio 1999                      | Oberhof           | Germania    | RL    | Germania Uschi Disl Simone Greiner-Petter-Memm Andrea Henkel Martina Zellner                         | Russia Anna Volkova Ol'ga Romas'ko Al'bina Achatova Nadežda Talanova                    | Francia Delphyne Burlet Emmanuelle Claret Anne Briand Corinne Niogret             |
| 13 gennaio 1999                      | Ruhpolding        | Germania    | MS    | Uschi Disl                                                                                           | Alena Zubrylava                                                                         | Corinne Niogret                                                                   |
| 15 gennaio 1999                      | Ruhpolding        | Germania    | RL    | Ucraina Alena Zubrylava Olena Petrova Nina Lemeš Tetjana Vodopjanova                                 | Germania Uschi Disl Katrin Apel Simone Greiner-Petter-Memm Martina Zellner              | Russia Anna Volkova Nadežda Talanova Svetlana Išmuratova Ol'ga Romas'ko           |
| 16 gennaio 1999                      | Ruhpolding        | Germania    | SP    | Alena Zubrylava                                                                                      | Corinne Niogret                                                                         | Gro Marit Istad Kristiansen                                                       |
| 17 gennaio 1999                      | Ruhpolding        | Germania    | PU    | Alena Zubrylava                                                                                      | Corinne Niogret                                                                         | Magdalena Forsberg                                                                |
| 22 gennaio 1999                      | Anterselva        | Italia      | SP    | Corinne Niogret                                                                                      | Magdalena Forsberg                                                                      | Olena Petrova                                                                     |
| 23 gennaio 1999                      | Anterselva        | Italia      | PU    | Corinne Niogret                                                                                      | Magdalena Forsberg                                                                      | Olena Petrova                                                                     |
| 24 gennaio 1999                      | Anterselva        | Italia      | RL    | Russia Al'bina Achatova Anna Volkova Svetlana Išmuratova Galina Kukleva                              | Germania Uschi Disl Katrin Apel Andrea Henkel Katja Beer                                | Francia Florence Baverel-Robert Christelle Gros Emmanuelle Claret Corinne Niogret |
| Campionati mondiali di biathlon 1999 |                   |             |       | |                                                                                         |                                                                                   |
| 12 febbraio 1999                     | Kontiolahti       | Finlandia   | SP    | Martina Zellner                                                                                      | Magdalena Forsberg                                                                      | Alena Zubrylava                                                                   |
| 13 febbraio 1999                     | Kontiolahti       | Finlandia   | PU    | Alena Zubrylava                                                                                      | Martina Halinárová                                                                      | Martina Zellner                                                                   |
| 14 febbraio 1999                     | Kontiolahti       | Finlandia   | RL    | Germania Uschi Disl Simone Greiner-Petter-Memm Katrin Apel Martina Zellner                           | Russia Nadežda Talanova Galina Kukleva Ol'ga Romas'ko Al'bina Achatova                  | Francia Delphyne Burlet Florence Baverel-Robert Christelle Gros Corinne Niogret   |
| 25 febbraio 1999                     | Lake Placid       | Stati Uniti | SP    | Magdalena Forsberg                                                                                   | Alena Zubrylava                                                                         | Martina Halinárová                                                                |
| 27 febbraio 1999                     | Lake Placid       | Stati Uniti | PU    | Alena Zubrylava                                                                                      | Magdalena Forsberg                                                                      | Uschi Disl                                                                        |
| 28 febbraio 1999                     | Lake Placid       | Stati Uniti | RL    | Norvegia Ann Elen Skjelbreid Gro Marit Istad Kristiansen Liv Grete Skjelbreid Gunn Margit Andreassen | Ucraina Tetjana Rud' Olena Petrova Oksana Chvostenko Alena Zubrylava                    | Finlandia Katja Holanti Outi Kettunen Annukka Mallat Eija Salonen                 |
| 5 marzo 1999                         | Valcartier        | Canada      | SP    | Liv Grete Skjelbreid                                                                                 | Katrin Apel                                                                             | Magdalena Forsberg                                                                |
| 6 marzo 1999                         | Valcartier        | Canada      | PU    | Magdalena Forsberg                                                                                   | Alena Zubrylava                                                                         | Martina Halinárová                                                                |
| Campionati mondiali di biathlon 1999 |                   |             |       | |                                                                                         |                                                                                   |
| 11 marzo 1999                        | Oslo Holmenkollen | Norvegia    | IN    | Alena Zubrylava                                                                                      | Corinne Niogret                                                                         | Al'bina Achatova                                                                  |
| 12 marzo 1999                        | Oslo Holmenkollen | Norvegia    | SP    | Alena Zubrylava                                                                                      | Ann Elen Skjelbreid                                                                     | Olena Petrova                                                                     |
| Campionati mondiali di biathlon 1999 |                   |             |       | |                                                                                         |                                                                                   |
| 13 marzo 1999                        | Oslo Holmenkollen | Norvegia    | MS    | Alena Zubrylava                                                                                      | Olena Petrova                                                                           | Magdalena Forsberg                                                                |
| 14 marzo 1999                        | Oslo Holmenkollen | Norvegia    | PU    | Alena Zubrylava                                                                                      | Ann Elen Skjelbreid                                                                     | Olena Petrova                                                                     |

Legenda:

IN = individuale

SP = sprint

PU = inseguimento

MS = partenza in linea

RL = staffetta

### Classifiche

#### Generale
| Pos. | Nome                 | Nazione  | Punti |
| ---- | -------------------- | -------- | ----- |
| 1    | Magdalena Forsberg   | Svezia   | 478   |
| 2    | Alena Zubrylava      | Ucraina  | 467   |
| 3    | Uschi Disl           | Germania | 420   |
| 4    | Corinne Niogret      | Francia  | 375   |
| 5    | Liv Grete Skjelbreid | Norvegia | 313   |
| 6    | Martina Zellner      | Germania | 302   |
| 7    | Olena Petrova        | Ucraina  | 288   |
| 8    | Katrin Apel          | Germania | 288   |
| 9    | Al'bina Achatova     | Russia   | 275   |
| 10   | Ann Elen Skjelbreid  | Norvegia | 258   |

#### Sprint
| Pos. | Nome                 | Nazione  | Punti |
| ---- | -------------------- | -------- | ----- |
| 1    | Magdalena Forsberg   | Svezia   | 193   |
| 2    | Alena Zubrylava      | Ucraina  | 180   |
| 3    | Liv Grete Skjelbreid | Norvegia | 157   |
| 4    | Corinne Niogret      | Francia  | 148   |
| 5    | Uschi Disl           | Germania | 134   |

#### Inseguimento
| Pos. | Nome               | Nazione  | Punti |
| ---- | ------------------ | -------- | ----- |
| 1    | Alena Zubrylava    | Ucraina  | 208   |
| 2    | Magdalena Forsberg | Svezia   | 203   |
| 3    | Uschi Disl         | Germania | 171   |
| 4    | Corinne Niogret    | Francia  | 146   |
| 5    | Olena Petrova      | Ucraina  | 129   |

#### Partenza in linea
| Pos. | Nome                        | Nazione  | Punti |
| ---- | --------------------------- | -------- | ----- |
| 1    | Alena Zubrylava             | Ucraina  | 56    |
| 2    | Uschi Disl                  | Germania | 49    |
| 3    | Magdalena Forsberg          | Svezia   | 45    |
| 4    | Katrin Apel                 | Germania | 32    |
| 5    | Corinne Niogret             | Francia  | 31    |
| 5    | Gro Marit Istad Kristiansen | Norvegia | 31    |

#### Individuale
| Pos. | Nome               | Nazione  | Punti |
| ---- | ------------------ | -------- | ----- |
| 1    | Uschi Disl         | Germania | 77    |
| 2    | Magdalena Forsberg | Svezia   | 70    |
| 3    | Al'bina Achatova   | Russia   | 50    |
| 3    | Corinne Niogret    | Francia  | 50    |
| 5    | Martina Zellner    | Germania | 43    |

#### Staffetta
| Pos. | Nazione  | Punti |
| ---- | -------- | ----- |
| 1    | Germania | 142   |
| 2    | Russia   | 130   |
| 3    | Ucraina  | 120   |
| 4    | Francia  | 114   |
| 5    | Norvegia | 110   |

#### Nazioni
| Pos. | Nazione  | Punti |
| ---- | -------- | ----- |
| 1    | Germania | 3568  |
| 2    | Russia   | 3439  |
| 3    | Ucraina  | 3402  |
| 4    | Norvegia | 3364  |
| 5    | Francia  | 3297  |